# Атланта Юнайтед
Атланта Юнайтед (англ. Atlanta United FC) — професіональний футбольний клуб з Атланти (США), що грає у Major League Soccer — вищому футбольному дивізіоні США і Канади. Входить до складу Східної конференції. Про заснування клубу як чергової франшизи розширення МЛС було оголошено 16 квітня 2014 року. Сезон 2017 року є першим сезоном Атланти Юнайтед в чемпіонаті МЛС. Власником клубу є бізнесмен Артур Бланк.
Домашні матчі проводить на Мерседес-Бенц Стедіум.

## Поточний склад
| Номер | Ім’я та Прізвище     | позиція              | Громадянство |
| ----- | -------------------- | -------------------- | ------------ |
| 1     | Бред Гузан (капітан) | воротар              | американець  |
| 2     | Рональд Гернандес    | захисник             | венесуелець  |
| 3     | Дерік Вільямс        | захисник             | німець       |
| 4     | Луїс Абрам           | захисник             | перуанець    |
| 5     | Стіан Грегерсен      | захисник             | норвежець    |
| 6     | Бартош Сліш          | півзахисник          | поляк        |
| 8     | Трістан Муюмба       | півзахисник          | француз      |
| 9     | Саба Лобжанідзе      | півзахисник          | грузинець    |
| 11    | Брукс Леннон         | захисник             | американець  |
| 13    | Декс Маккарті        | півзахисник          | американець  |
| 16    | Ксанде Сілва         | нападник/півзахисник | португалець  |
| 18    | Педро Амадор         | захисник             | португалець  |
| 19    | Даніель Ріос         | нападник             | мексиканець  |
| 20    | Едвін Москера        | нападник             | колумбієць   |
| 21    | Ефрайн Моралес       | захисник             | американець  |
| 22    | Джош Коен            | воротар              | американець  |
| 23    | Адін Торрес          | півзахисник          | американець  |
| 24    | Ной Кобб             | захисник             | американець  |
| 25    | Люк Бреннан          | півзахисник          | американець  |
| 28    | Тайлер Вулфф         | півзахисник          | американець  |
| 29    | Джамаль Тіаре        | нападник             | сенегалаць   |
| 30    | Нік Фірміно          | півзахисник          | бразилець    |
| 31    | Квентін Вестберг     | воротар              | француз      |
| 35    | Аджані Фортуна       | півзахисник          | американець  |
| 47    | Метт Едвардс         | захисник             | американець  |
| 59    | Олексій Міранчук     | півзахисник          | росіянин     |